# Henri de Bornier
Henri de Bornier, né le 24 décembre 1825 à Lunel et mort le 28 janvier 1901 à Paris 4e, est un dramaturge, poète, conservateur et critique dramatique français.

## Biographie

### Carrière littéraire
Après des études classiques aux séminaires de Saint-Pons, de Montpellier et de Versailles, il monte à Paris pour étudier à l’École de droit de Paris, où il rime déjà entre deux leçons de Code pénal et de Code civil, mais ne passe aucun examen. Pauvre, il compose, dans sa  mansarde, de la rue du Bac, une tragédie, Du Guesclin que le maitre d'armes de l'Odéon, lui promet de faire jouer, sans suite.
En 1845, il publie un volume de poésies, Premières feuilles, qui lui vaut les encouragements de Chateaubriand, de Béranger et de Victor Hugo, mais n’en reste pas moins à peu près inaperçu. La même année, il présente au Théâtre-Français un drame en vers, le Mariage de Luther, qui était sur le point d'être joué lorsque les événements de 1848 ont fait ajourner. Il se voyait à bout de ressources, lorsque Narcisse-Achille de Salvandy, devenu ministre de l’Instruction publique, l’a fait entrer la bibliothèque de l'Arsenal, d’abord comme surnuméraire, puis sous-bibliothécaire, bibliothécaire, conservateur, et enfin administrateur, en 1889.
Son existence matérielle désormais assurée, il a pu poursuivre tranquillement ses travaux et avancer à tout petits pas dans le chemin de la gloire, en participant aux concours, aux solennités, aux anniversaires. L’Institut lui décerne des prix. Il compose une ode en vers sur le rôle de la France dans l'Extrême-Orient, l’Isthme de Suez, qui lui vaut la croix de la Légion d’honneur, du nouveau ministre de l’instruction publique, Victor Duruy. Il inaugure le buste d’Alfred de Musset, le monument de François Ponsard ; il console les inondés de Toulouse, souhaite la bienvenue à Frédéric Mistral au nom de la Cigale, commémore Corneille et Racine, mais n’arrive pas à faire représenter son drame en vers Dante et Béatrix, publié en 1853, à cause de l'allusion politique qui pouvait être faite entre l’exil d’Alighieri et celui, tout récent, de Victor Hugo.
En février 1868, il fait enfin représenter, à la Comédie-Française, une tragédie, Agamemnon imitée de Sénèque. Après avoir publié une petite comédie intitulée le Monde renversé dans la Revue des deux mondes, il s’est renfermé dans le genre de l’à-propos. Lors de la Commune de Paris, il défend les richesses de l’Arsenal contre les incendiaires, ce qui lui vaut d’être inscrit sur la liste des otages avec cette mention : « De Bornier, aristo, possède une suspension dans sa salle à manger. »
La seule de ses œuvres qui ait eu un véritable succès, La Fille de Roland, avec Sarah Bernhardt dans le rôle principal, lui a apporté la célébrité du jour au lendemain. Qualifié, à l’époque de « cornélien », ce drame resté pendant trois mois à l’affiche de la Comédie-Française, raconte les amours de Berthe, la fille du chevalier Roland, avec Gérald, le fils du traitre Ganelon. L’un des spectateurs, Maupassant, a écrit à son propos : « C'est une pièce de sentiments nobles, écrite en style de M. Casimir Delavigne — même moins bon ». Zola fera la même comparaison : « Les auteurs de juste milieu, ceux qui ont eu, comme Casimir Delavigne, l’ambition de concilier les extrêmes, ne sont jamais parvenus qu’à un talent bâtard et neutre n’ayant plus de sexe. C’est un peu le cas de M. de Bornier. » Un seul vers en est resté, prononcé dans la pièce par Charlemagne : « Tout homme a deux pays, le sien et puis la France. » Devenu illustre, les dignités pleuvent lui. Il écoule les drames qu’il avait en portefeuille, il en construit de nouveaux. Il vainc les résistances de l’Académie française, qui l’élit contre son critique Émile Zola, en 1893.

Critique dramatique de la Nouvelle Revue, de 1879 à 1887, il vit entouré de ses camarades, amis, compatriotes, J.-P. Laurens, les frères Mounet, Schéfer, Larroumet, Falguière, paul Mounet, qui se pressent autour de sa table hospitalière. Dans son Discours de réception à l'Académie, Edmond Rostand, qui lui succède, le décrivit comme un 

« vieux petit gentilhomme de roman, original, vif et bon avec une figure rose toute mangée de barbe d'argent, des yeux d'eau claire, de minuscules mains toujours agitées et fréquemment escamotées par des manchettes vastes, et je ne sais quelle grâce de gaucherie un peu fantastique qui me le faisait encore apparaître comme le kobold de la Tragédie. »

Ayant succombé aux suites d'une attaque d’influenza, il est inhumé au cimetière Saint-Gérard de Lunel.

### Origines et famille
Étienne-Charles-Henri vicomte de Bornier de Ribalte descendait d'une antique lignée. En 1300, il y a eu un Hugues de Bornier, tabellion à Aimargues. En 1500, une demoiselle Suzanne de Bornier a épousé le marquis de Farge. La famille a été anoblie au dix-septième siècle, en la personne de Philippe de Bornier, président de la Cour des aides, des comptes et des finances de Montpellier, et a reçu du roi le titre de vicomte d'Héran, seigneur de Teilhan, Roviels et autres places. La Révolution a pris les vastes biens qu’elle possédait.
Fils d'Eugène, vicomte de Bornier de Ribalte (1795-1862), garde du roi, et d'Amélie Duranc de Vibrac (1801-1843), il épouse dans le 4e arrondissement de Paris, le 10 février 1858, Blanche Gouilly, dont il eut trois enfants, nés au 1 rue de Sully, dans le même arrondissement : Charles-Victor, né le 25 décembre 1858 et décédé le 9 mars 1860 ; Henriette, née en août 1860 et décédée le 10 avril 1862 ; Ernestine, née le 1er juin 1864 et décédée le 5 janvier 1949 à Aimargues. Cette dernière se marie le 24 avril 1884 à Paris 4e avec Fernand Magnan (1856-1926), polytechnicien de la promotion 1876 qui devient lieutenant-colonel d'artillerie (démissionnaire en 1909) et promu officier de la Légion d'Honneur à compter du 25 décembre 1916.
Cette famille Magnan a été autorisée par décret du 11 mai 1919 à changer son nom en Magnan de Bornier,,. Lui-même a vécu près d’Aimargues, dans le mas familial de Bornier, où il retournait chaque année pour les vendanges.

## Hommages
Une voie du 16e arrondissement de Paris porte son nom, ainsi qu'une rue de Toulouse, une impasse et une rue de Saint-Étienne, mais aussi une rue de Lunel, et une place à Marsillargues.
En 2020, l'Association pour la maintenance du patrimoine lunellois donne un buste de Bornier par Max Crueize à l'école primaire de Lunel.

## Œuvres
- Le Mariage de Luther (1845)
- Premières feuilles (1845)
- Le Monde renversé (1853)
- La Muse de Corneille (1854)
- La Guerre d’Orient (1858) (https://gallica.bnf.fr/ark:/12148/bpt6k5461106r lire en ligne)
- La Sœur de charité au XIXe siècle (1859) (lire en ligne)
- Le 15 janvier ou la Muse de Molière (1860)
- L’Isthme de Suez (1861) (lire en ligne)
- La Cage du lion (1862)
- La France en Extrême-Orient (1863) (lire en ligne)
- Éloge de Chateaubriand (1864)
- Un cousin de passage (1865)
- Les Deux Villes (1875) (lire en ligne)
- Mahomet (1890) (lire en ligne)
- Les Trois Dumas (1900)

Théâtre
- Dante et Béatrix, drame en 5 actes et en vers (1853) (lire en ligne)
- La Fille de Roland, drame en 4 actes, en vers, Paris, Théâtre-Français, 15 février 1875 (lire en ligne)
- Dimitri, opéra en 5 actes et 7 tableaux, paroles de MM. Henri de Bornier et Armand Silvestre, musique de M. Victorin de Joncières, Paris, théâtre National-Lyrique, 1er mai 1876
- Les Noces d'Attila, drame en 4 actes en vers, Paris, théâtre de l'Odéon, 23 mars 1880
- L'Apôtre, drame en 3 actes en vers (1881) (lire en ligne)
- Agamemnon, 1 acte en vers d'après la tragédie d'Eschyle, Paris, théâtre de l'Opéra, 26 janvier 1886 (lire en ligne)
- Le Fils de l'Arétin, drame en 4 actes, en vers, dont un prologue, Paris, Théâtre-Français, 27 novembre 1895 (https://archive.org/details/filsdelartindr00bornuoft lire en ligne])
- France... d'abord, drame en 4 actes, en vers, Paris, théâtre de l'Odéon, 2 décembre 1899
- Œuvres choisies (1913). Contient : La Fille de Roland. L'Apôtre. Les Noces d'Attila. Le Fils de l'Arétin. Mahomet. France d'abord. (lire en ligne)

Romans
- Comment on devient beau, 1861.
- Comment on devient belle, 1862.
- Le Fils de la terre, 1864.
- La Lizardière, roman contemporain, 3 vol., 1883-1925.
- Le Jeu des vertus, roman d'un auteur dramatique, 1886.
- Louise de Vauvert : le roman du phylloxera, 1890 (lire en ligne).

Poésie
- Poésies complètes : (1850-1881), 1881 (lire en ligne sur Gallica).
- Poésies complètes : (1850-1893), 1893 (lire en ligne).

## Distinctions
- Prix de poésie de l'Académie française.
  - en 1861 pour L’isthme de Suez.
  - en 1863 pour La France en Extrême-Orient.
- Prix d'éloquence de l’Académie française pour Éloge de Chateaubriand en 1864.
- Prix Jean-Reynaud de l'Académie française pour La Fille de Roland en 1879.
- Officier de la Légion d'honneur (1891)